# Вальбондьйоне
Вальбондьйоне (італ. Valbondione) — муніципалітет в Італії, у регіоні Ломбардія, провінція Бергамо.
Вальбондьйоне розташоване на відстані близько 510 км на північний захід від Рима, 95 км на північний схід від Мілана, 50 км на північний схід від Бергамо.
Населення — 1065 осіб (2014).

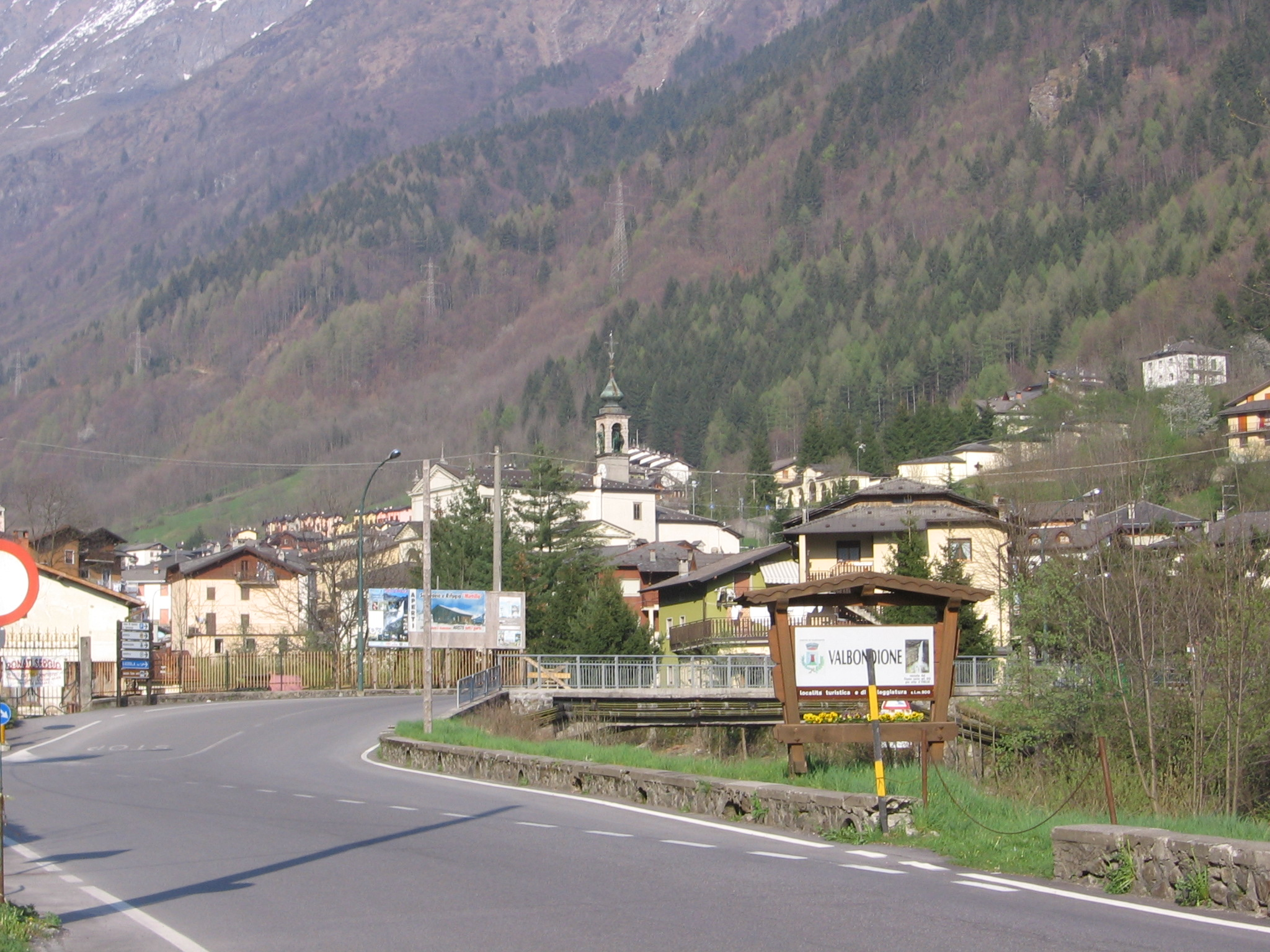

Щорічний фестиваль відбувається 10 серпня. Покровитель — Святий Лаврентій.

## Демографія
Населення за роками:

Станом на 1 січня 2023 року в муніципалітеті офіційно проживало 39 іноземців з 16 країн, серед них 12 громадян країн Євросоюзу та 3 громадяни України.

## Сусідні муніципалітети
- Карона
- Ганделліно
- Громо
- П'ятеда
- Понте-ін-Вальтелліна
- Тельйо
- Вільміноре-ді-Скальве